# Ritonavir
Ritonavir, verkocht onder de merknaam Norvir, is een antiretroviraal medicijn dat samen met andere medicijnen wordt gebruikt om hiv/aids te behandelen. Deze combinatiebehandeling staat bekend als zeer actieve antiretrovirale therapie (HAART). Vaak wordt bij andere proteaseremmers een lage dosering gebruikt. Het kan ook worden gebruikt in combinatie met andere medicijnen voor hepatitis C. Het wordt via de mond ingenomen. De tabletten van ritonavir zijn niet bio-equivalent aan capsules, aangezien tabletten kunnen leiden tot hogere piekplasmaconcentraties.
Vaak voorkomende bijwerkingen zijn misselijkheid, braken, verlies van eetlust, diarree en gevoelloosheid van handen en voeten. Ernstige bijwerkingen zijn leverproblemen, pancreatitis, allergische reacties en hartritmestoornissen. Er kunnen ernstige interacties optreden met een aantal andere medicijnen, waaronder amiodaron en simvastatine. Bij lage doses wordt het acceptabel geacht voor gebruik tijdens de zwangerschap. Ritonavir behoort tot de klasse van proteaseremmers. Meestal wordt het echter gebruikt om het enzym te remmen dat andere proteaseremmers metaboliseert. Door deze remming kunnen lagere doses van deze laatste medicijnen worden gebruikt.
Ritonavir werd gepatenteerd in 1989 en kwam in 1996 op de markt. Het staat op de lijst van essentiële geneesmiddelen van de Wereldgezondheidsorganisatie. Ritonavir-capsules werden in 2020 goedgekeurd als generiek medicijn in de Verenigde Staten.

## Medisch gebruik
Ritonavir is geïndiceerd in combinatie met andere antiretrovirale middelen voor de behandeling van HIV-1 geïnfecteerde patiënten.

## Bijwerkingen
Bij toediening in de aanvankelijk geteste hogere doses die effectief zijn voor anti-HIV-therapie zijn de bijwerkingen van ritonavir hieronder weergegeven:
- asthenie, malaise
- diarree
- misselijkheid en overgeven
- buikpijn
- duizeligheid
- slapeloosheid
- zweten
- smaakverandering
- metabolische effecten waaronder:
  - hypercholesterolemie
  - hypertriglyceridemie
  - verhoogde transaminases
  - verhoogde creatine kinase

Een van de bijwerkingen van ritonavir is hyperglykemie, door remming van de GLUT4-insuline-gereguleerde transporter, waardoor glucose de vet- en spiercellen niet binnendringt. Dit kan leiden tot insulineresistentie en problemen veroorzaken voor mensen met type 2 diabetes. 

### Geneesmiddelinteracties
Ritonavir heeft consequenties voor het metabolisme in de lever. Ritonavir induceert CYP1A2 en remt de belangrijkste P450-isovormen CYP3A4 en CYP2D6.  Gelijktijdige behandeling van ritonavir met een verscheidenheid aan medicijnen kan leiden tot ernstige en soms fatale geneesmiddelinteracties.

## Werkingsmechanisme

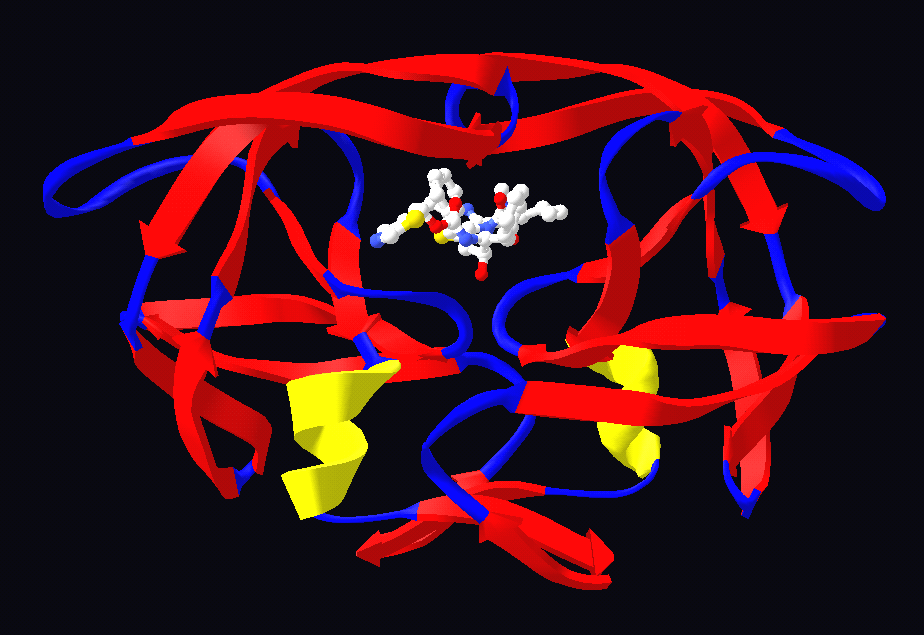
Ritonavir (midden) gebonden aan de actieve plaats van HIV-protease.

Ritonavir werd oorspronkelijk ontwikkeld als een remmer van HIV-protease, een van een familie van pseudo-C2-symmetrische remmers van kleine moleculen. 
Ritonavir wordt zelden gebruikt vanwege zijn eigen antivirale activiteit, maar wordt nog steeds veel gebruikt als booster van andere proteaseremmers. Meer specifiek wordt ritonavir gebruikt om een bepaald enzym te remmen, in darmen, lever en elders, dat normaal gesproken proteaseremmers metaboliseert, cytochroom P450-3A4 (CYP3A4). Het medicijn bindt aan en remt CYP3A4, dus een lage dosis kan worden gebruikt om andere proteaseremmers te versterken. Deze ontdekking verminderde de bijwerkingen drastisch en verbeterde de werkzaamheid van proteaseremmers en HAART. Vanwege de algemene rol van CYP3A4 in het xenobiotische metabolisme, beïnvloedt de dosering met ritonavir echter ook de werkzaamheid van tal van andere medicijnen, wat de uitdaging van het gelijktijdig voorschrijven van medicijnen vergroot. 

### Farmocodymanica en farmacokinetiek
De capsules van het medicijn hebben niet dezelfde biologische beschikbaarheid als de tabletten.

## Geschiedenis

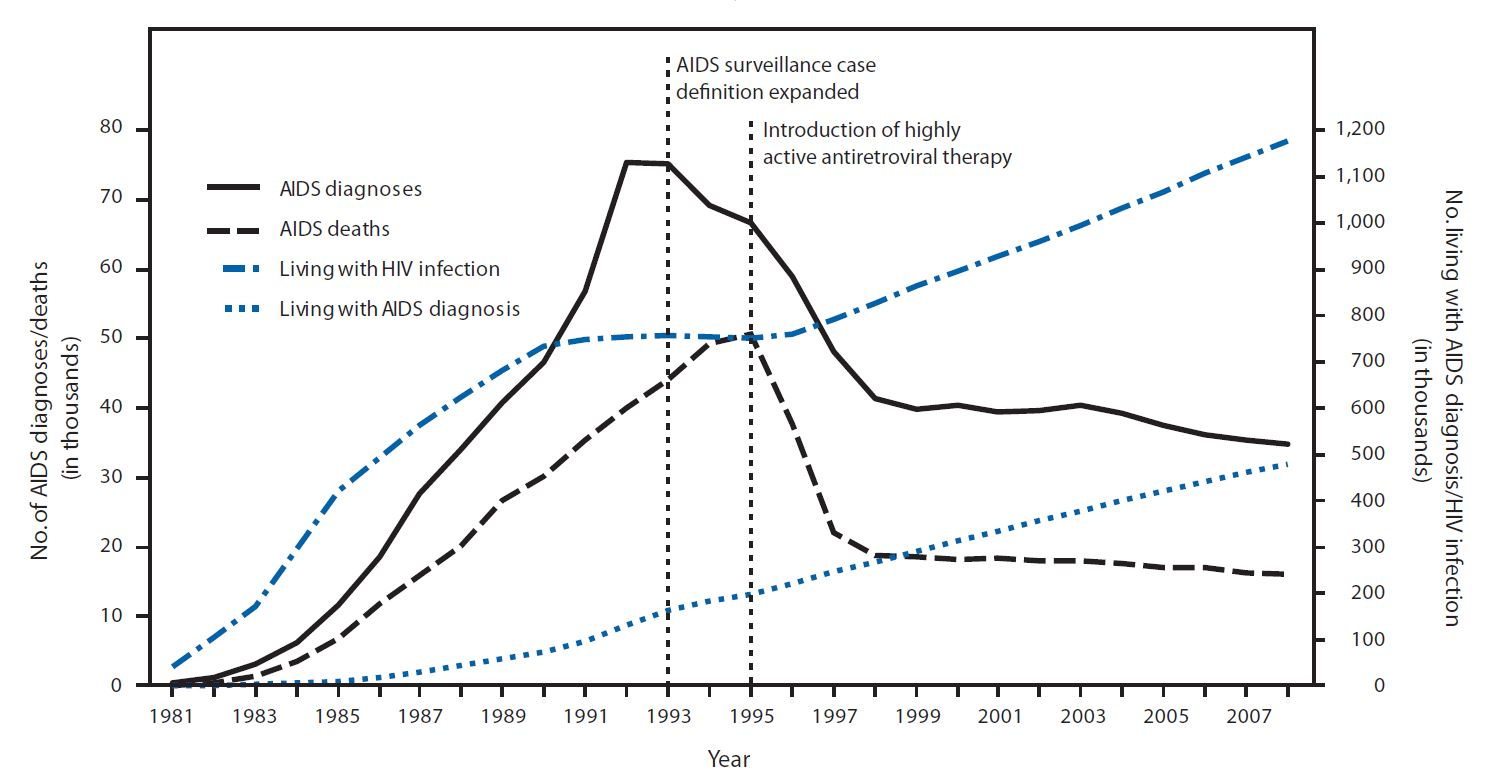
Nieuwe hiv-infecties en sterfgevallen, voor en na de FDA-goedkeuring van "zeer actieve antiretrovirale therapie", waarvan saquinavir en ritonavir de eerste twee proteaseremmers waren. Als gevolg van de nieuwe therapieën daalde het aantal hiv-doden in de Verenigde Staten binnen twee jaar dramatisch.

Ritonavir wordt vervaardigd als Norvir door AbbVie, Inc.  De Amerikaanse Food and Drug Administration (FDA) keurde ritonavir op 1 maart 1996 goed waardoor het het zevende door de VS goedgekeurde antiretrovirale geneesmiddel en de tweede door de VS goedgekeurde proteaseremmer is (na saquinavir vier maanden eerder).  Als gevolg van de introductie van "zeer actieve antiretrovirale therapieën", waarvan de proteaseremmers ritonavir en saquinavir cruciaal waren, daalde het jaarlijkse Amerikaanse HIV-geassocieerde sterftecijfer van meer dan 50.000 tot ongeveer 18.000 over een periode van twee jaar.
In 2014 keurde de FDA een combinatie van ombitasvir/paritaprevir/ritonavir goed voor de behandeling van hepatitis C-virus (HCV) genotype 4, waarbij de aanwezigheid van ritonavir opnieuw profiteert van de remmende interactie met het metabolische enzym CYP3A4 van het menselijke geneesmiddel. 

## Polymorfisme en tijdelijke terugtrekking van de markt
Ritonavir werd oorspronkelijk verstrekt als een gewone capsule die niet gekoeld hoefde te worden. Dit bevatte een kristalvorm van ritonavir die nu vorm I wordt genoemd. Zoals veel andere geneesmiddelen, kan kristallijn ritonavir polymorfisme vertonen, dwz hetzelfde molecuul kan kristalliseren tot meer dan één kristaltype of polymorf, die elk hetzelfde herhalende molecuul maar in verschillende kristalverpakkingen/rangschikkingen. De oplosbaarheid en daarmee de biologische beschikbaarheid kan variëren in de verschillende arrangementen.Dit werd waargenomen voor vormen I en II van ritonavir.
Tijdens de ontwikkeling - ritonavir werd in 1996 geïntroduceerd - werd alleen de kristalvorm gevonden die nu vorm I wordt genoemd; in 1998 werd echter een vorm ontdekt met een lagere vrije energie, stabielere polymorf, vorm II. Deze stabielere kristalvorm was minder oplosbaar, wat resulteerde in een significant lagere biologische beschikbaarheid. De gecompromitteerde orale biologische beschikbaarheid van het geneesmiddel leidde tot tijdelijke verwijdering van de orale capsuleformulering van de markt. Als gevolg van het feit dat zelfs een kleine hoeveelheid van vorm II kan resulteren in de omzetting van de meer biologisch beschikbare vorm I in vorm II, dreigde de aanwezigheid van vorm II de bestaande voorraad van de orale capsuleformulering van ritonavir te vernietigen; en inderdaad, vorm II werd gevonden in productielijnen, waardoor de productie van ritonavir moest worden stopgezet. Abbott (nu AbbVie) haalde de capsules uit de handel en voorschrijvende artsen werden aangemoedigd om over te schakelen op een Norvir-suspensie. 
De onderzoeks- en ontwikkelingsteams van het bedrijf hebben het probleem uiteindelijk opgelost door de capsuleformulering te vervangen door een gekoelde gelcap. In 2000 ontving Abbott (nu AbbVie) FDA-goedkeuring voor een tabletformulering van lopinavir/ritonavir (Kaletra) die een preparaat van ritonavir bevatte dat niet gekoeld hoefde te worden. Ritonavir geproduceerd in een vaste dispersie door smeltextrusie bleek in vorm I te blijven en werd in 2010 opnieuw commercieel geïntroduceerd.

## Maatschappij en cultuur

### Economie
In 2003 verhoogde Abbott (AbbVie, Inc.) de prijs van een Norvir-cursus van US$1,71 per dag naar US$8,57 per dag, wat leidde tot claims van prijsopdrijving door patiëntengroepen en sommige leden van het Congres. Consumentengroep Essential Inventions diende een verzoekschrift in bij de NIH om het Norvir-octrooi terzijde te schuiven, maar de NIH kondigde op 4 augustus 2004 aan dat het het wettelijke recht ontbeerde om generieke productie van Norvir toe te staan.

## Onderzoek
In 2020 bleek de vaste-dosiscombinatie van lopinavir/ritonavir niet te werken bij ernstige COVID-19. In de proef werd de medicatie ongeveer dertien dagen na het begin van de symptomen gestart. Virtuele screening van de door de FDA goedgekeurde geneesmiddelen uit 1930 gevolgd door moleculaire dynamische analyse. Voorspelde ritonavir blokkeert de binding van het SARS-CoV-2 spike (S)-eiwit aan de humane angiotensine-converting enzyme-2 (hACE2) -receptor, die cruciaal is voor de virus binnendringen in menselijke cellen.
In 2021 kwam een samenstelling van ritonavir met de experimentele proteaseremmer nirmatrelvir (PF-07321332) in fase III trial voor de behandeling van COVID-19. In deze combinatie vertraagt ritonavir het metabolisme van PF-07321332 door cytochroom P450 enzymen die zorgen voor de hogere concentratie. In november 2021 kondigde Pfizer positieve resiltaten van de fase 2/3 resultaten, waaronder 89% reductie van het aantal ziekenhuisopnames als het middel binnen drie dagen na begin van de symptomen wordt ingenomen.
Pfizer heeft aangekondigd dat een combinatie van ritonavir en de 3CLPro-remmer PF-07321332 zeer effectief is gebleken bij het voorkomen van complicaties van COVID-19. De twee samen lijken de sterfte aan COVID-19 te verminderen tot minder dan een vijfde van de sterfte zonder behandeling.